# 실미도 (영화)
실미도(영어: Silmido)는 백동호의 동명 소설 실미도를 원작으로 강우석 감독이 제작하여 2003년 12월 24일 개봉한 한국 영화이자 천만 관객 돌파 영화이다. 대한민국 현대사의 가장 비극적인 사건 중 하나이면서도 역사에서 지워지고 숨겨진 684부대와 실미도 사건을 재구성하여 세간의 큰 주목을 받은 블록버스터급 대작으로 꼽혔다. 2004년 청룡영화상 최우수작품상, 감독상을 수상했다. 역대 한국 개봉 영화 최초로 전국 천만 관객을 기록한 영화라는 타이틀을 쥐게 되었다.

## 개요
- 1·21 사건을 계기로 조선민주주의인민공화국에 보복하기 위해 김형욱 중앙정보부장의 지시로 설립된 684 부대의 설립부터 시작해서 혹독한 훈련을 통해 완전한 전투력을 갖추었음에도 불구하고 조선민주주의인민공화국에 침투하는 것이 하루하루 늦어지다가 결국은 불만이 폭발해 실미도 사건을 일으키는 과정을 묘사하고 있다.
- 1108만명의 관객 동원으로, 대한민국 영화 사상 최초로 1000만명 이상의 관객 수를 기록한 영화이다.
- 본 작품을 계기로 오랫동안 잊혀 왔던 실미도 사건을 영화로 재구성하는 등 큰 호평을 얻었으며, 실미도 부대와 같은 북파부대에 대한 소재를 다룬 내용이 재조명되기도 하였다. 영화가 큰 흥행에 성공하는 것을 계기로 실미도도 관광지로 개발되기도 했다.
- 684부대 교육대장 최재헌 준위 역의 안성기는 실제로 장교 출신이며 장교 출신인 점이 인정되어 이 배역을 받았다.

## 줄거리
1968년 1월 21일, 박정희 대통령 암살을 위한 실패한 임무에서 124부대 소속 북한 특공대 31명이 남한에 침투한 것으로 나타난다.
이에 대한 보복으로 대한민국 국군은 김일성을 죽이려는 음모를 위해 사형수와 종신형수를 포함한 31명의 사회 부적응자들로 팀을 구성했다. 이 팀은 '684부대'로 지정된다. 대원들은 훈련을 위해 실미도에 보내진다. 대원들에게 이 임무는 스스로를 구원하고 국가에 대한 충성심을 보여줄 유일한 방법으로 제시된다. 성공하면 자유와 새로운 삶을 얻을 수 있다. 이러한 목표를 염두에 두고, 대원들은 낙인을 포함한 극도로 격렬한 훈련과 정기적인 신체적 처벌을 견디며 몇 달간 훈련을 받는다. 한 대원은 로프 코스에서 추락한 후 사망한다.
훈련을 마친 후 북한으로 임무를 수행하기 위해 파견되지만, 출발 직후 소환된다. 정부가 북한과의 평화적 화해를 시도하면서 프로젝트가 취소된 것이 밝혀진다. 대원들은 낙담하고 좌절한 채 실미도로 돌아온다. 얼마 후 684부대원 두 명이 막사에서 탈출하여 여성 의사를 강간한다. 그들은 빠르게 발각되고, 처형될 것이라고 믿고 자살하기로 결심한다. 한 명이 다른 한 명을 그의 요청에 따라 죽이지만, 자신을 죽이기 전에 체포된다. 체포된 병사는 부대로 돌아와 묶인 채로 동료 684부대원들이 두 사람의 배신 때문에 경비병들에게 구타당하는 것을 지켜보게 된다. 격분한 구타당하던 684부대원 중 한 명은 경비병의 몽둥이를 빼앗아 부대에 불명예를 안긴 묶인 병사를 죽인다.
김일성 암살 음모가 외부에 알려지지 않도록 남한 중앙정보부는 684부대원 전원을 사살하기로 결정한다. 부대 지휘관은 항의하지만, 그의 병사들이 이 명령을 따르지 않으면 684부대와 함께 죽게 될 것이라는 말을 듣는다. 명령을 따르는 의무와 개인적인 명예 사이에서 갈등하던 지휘관은 의도적으로 이 정보를 684부대원 중 한 명에게 누설한다. 그날 밤 죽게 될 것을 깨달은 부대는 반란을 계획한다. 그들은 경비병 대부분을 공격하고 살해하며, 경비병 중 한 명으로부터 자신들이 법적으로 더 이상 존재하지 않으며, 임무에 성공하더라도 결코 인정을 받지 못하고 심지어 사회로 돌아갈 수도 없다는 것을 알게 된다. 그들은 섬에서 탈출하여 자신들의 이야기를 알리기로 결정한다. 684부대원 중 남아있는 20명은 민간인이 탄 버스를 점령하고 서울로 향한다. 라디오에서 20명의 "무장 공산 간첩"이 침투했다는 공식 발표가 들리고 비상사태가 선포된다. 한 육군 검문소를 돌파하고 총격전에서 승리한 후, 그들은 결국 서울 동작구의 유한양행 건물 앞에서 군인들에게 저지되고 포위된다. 대한민국 육군은 버스에 탑승한 민간인들의 안녕을 전혀 고려하지 않은 채 총격전이 벌어진다. 684부대원 대부분이 사망하거나 부상을 입었고, 많은 대한민국 군인들도 사망했다. 더 이상의 유혈 사태를 피하기 위해, 살아남은 684부대원들은 인질로 잡고 있던 민간인들을 풀어준 후, 자신들의 수류탄을 사용하여 자살한다. 사건에 대한 조사가 이루어진 것으로 나타나지만, 보고서는 읽히지 않고 보관함에 보관되는 것으로 보인다.

## 캐스팅

### 중심 인물
- 강인찬 - 684부대 제3조장 : 설경구
- 최재현 준위 684부대 교육대장 : 안성기
- 조동일 중사 684부대 교관 : 허준호
- 한상필 684부대 1조장 : 정재영

### 조연
- 원희 : 임원희
- 박찬석 : 강성진
- 조근재 684부대 2조장 : 강신일
- 박상근 중사 684부대 교관 : 이정헌

| - 원상 : 엄태웅 - 민호 : 김강우 - 재용 : 이상홍 - 장수 : 김홍택 - 준호 : 노준호 - 대윤 : 장대윤 - 익준 : 최영 - 정훈 : 전정훈 - 경수 : 변경수 - 창식 : 정경조 - 기환 : 김기환 - 양원 : 육양원 - 수영 : 최수영 - 주봉 : 정용호 - 학현 : 이학현 - 종훈 : 마종훈 - 덕양 : 김기성 - 동훈 : 이동훈 - 지환 : 조지환 - 영옥 : 신영옥 - 효석 : 윤효석 - 지용 : 김봉식 - 정국 : 김태수 - 재승 : 류제승 - 경훈 : 김경훈 - 도한 : 강도한 | - 정훈 : 이종문 - 상민 : 원웅재 - 재석 : 이경근 - 해일 : 김형종 - 동진 : 정기성 - 정섭 : 조재와 - 순갑 : 박순갑 - 동준 : 이동준 - 관호 : 엄관호 - 진수 : 박진수 - 전혁 : 최진 - 태신 : 김태신 - 현준 : 김현준 - 성호 : 신성호 - 중대 : 권중대 - 정운 : 심정문 - 명규 : 최영규 - 진휘 : 김진휘 - 재승 : 석재승 - 민호 : 김민호 - 경호 : 양경호 - 성기 : 백성기 - 대현 : 유대현 |

### 그 외 인물
| - 중앙정보부장 이병호 : 이승철 - 오 국장 : 이효정 - 김 장군 : 송용태 - 북한 124군 부대 김신조 : 신덕호 - 판사 : 최연식 - 인찬 모 : 박승태 - 김 회장 : 이석구 - 실미도 근처 분교 여선생 : 정지연 - 북한 124군 부대원 : 전상진, 현철호, 장유상 - 프롤로그 형사 : 방길승 - 프롤로그 기자 : 김훈호 - 프롤로그 약혼남 : 신우철 - 프롤로그 약혼녀 : 민영 - 중앙정보부 기관원 : 이성원 - 대방동 대대장 : 강승원 - 대방동 작전장교 : 서진원 - 대방동 통신장교 : 박상혁 - 창고 공무원 : 주경탁 - 초소병 : 이재석 - 흑백영화 대대장 : 이용도 - 흑백영화 김 소위 : 전병윤 - 버스 안 노인 : 신신범 - 버스 안 아줌마 : 최민금 - 버스 안 여고생 : 정유미 - 버스 안 아이 : 손소진 - 버스 안 기사 : 유상섭 - 버스 안 남학생 : 김원석 - 버스 안 여학생 : 김문희 |

## 스태프
- 감독 : 강우석
- 조감독 : 심혁, 강지은, 백상열
- 연출부 : 유대현, 백성기, 유대현
- 스크립터 : 조은진
- 각본 : 김희재
- 원작 : 백동호
- 촬영 : 김성복
- 촬영팀 : 이춘희, 김종선, 강상모, 김수원, 이정환
- 조명 : 신학성
- 조명부 : 김연주, 전병윤, 이경복, 양준혁
- 스틸 : 최효선, 황난요
- 기획 : 김형준, 이종선
- 프로듀서 : 이민호
- 제작부 : 석재승, 김민영, 이승원
- 제작실장 : 정선영
- 제작부장 : 김진휘, 윤종호
- 제작관리 : 최선희
- 제작회계 : 조은아, 김지영
- 동시녹음 : 김원용
- 음향 : 김석원
- 음악 : 조영욱, 한재권
- 미술 : 정은정
- 특수효과 : 정도안, 이희경 (데몰리션)
- 특수분장 : 신재호
- 특수분장팀 : 이종환, 신주희, 김승배
- 특수효과팀 : 임승범, 송재원
- 시각효과 : 문병용
- 분장 : 김유정
- 의상 : 신승희
- 소품 : 이태우, 김태욱
- 특수소품 : 오선교
- 편집 : 고임표
- 네가편집 : 이송이
- 색보정 : 신충섭, 이용기
- 메이킹 : 주경탁
- 마케팅책임 : 이재진
- 무술감독 : 정두홍, 유상섭
- 수중촬영 : 조덕연
- 수중촬영팀 : 신명진, 노학수
- 디자인팀 : 김웅
- 세트책임 : 이치우, 김영수, 이기석
- 세트팀 : 박근수, 김정곤, 이광봉, 김보관, 김홍섭, 나병진, 노경택, 이종민
- 소품팀 : 김윤석, 구혜진, 이재욱, 배명호, 김두영, 남경희
- 특수소품팀 : 김현정, 유주오, 허종복
- 의상팀 : 이무희, 위진선, 이윤경, 이경하
- 분장팀 : 임경선, 손영주, 이은희
- 헤어 : 최가을헤어드레서
- CGI 테크니컬 감독 : 디지털F
- X 슈퍼바이저 : 이득진
- 2D 아티스트 : 서성길, 이병원, 정현수
- 3D 아티스트 : 이상길, 이원, Flim Scan
- 레코딩 : 최호용
- 붐오퍼레이터 : 선훈, 안병우, 배정률
- 다이얼에디터 : 최은아
- 사운드이펙트 에디터 : 박주강, 박진홍
- 폴리아티스트 : 박준오, 심규종, 문재홍
- 레코딩믹서 : 김창섭
- 사운드 옵티컬 : 홍윤성
- 돌비 컨설턴트 : 김재경, 류재정
- 작곡 : 이지수, 최승현
- 포스터 : 정승혜
- 해외마케팅&세일즈 : 정현진, 김대연, 김도욱
- 홍보마케팅 : 이노기획
- 온라인마케팅 : 모비존
- 해외촬영감수 : 이종인 (알파잠수기술공사)
- 무술팀 : 서울액션스쿨, 김민수, 이홍표, 서지오, 정창현, 윤정석, 서승억, 지중현, 박성규, 서준호, 박규천, 문상무, 한선랑, 손정민, 이정필, 송민석, 장영진, 강영묵, 이기완, 백동현, 구정욱, 권승구
- 해외촬영지원 : 이종율, 김기찬, 오민
- 수중촬영기술지원 : 조대연, 오호송, 안종혁, 신영철
- 수중촬영코디네이터 : 고두현
- 세컨드 카메라 : 문용식, 황서식
- 세컨드 카메라팀 : 홍승완, 서명성, 김문석, 나승용, 김민규, 황보성
- 세컨드 녹음팀 : 강봉성, 주종호, 김희연, 오상민, 이병한
- 해외촬영지원 : 정현진
- 몰타 촬영코디네이터 : 김연화
- 몰타 스태프 : MFS Studio, 코르넬리아 죠파르디 셸만, 마크 카루아나, 시몬 산손, 박지안, 최명준, 심현수
- 뉴질랜드 촬영코디네이터 : 빔 프로덕션
- 레코딩 슈퍼바이저 : 김의신
- 운송 : 정진우
- 발전차 : 홍승표, 김영욱
- 촬영장비 : 신영필름
- 조명장비 : 한솔라이트
- 조명크레인 : 칠성크레인, 고공크레인
- 렉카 : 우민호
- 소품차량대여 : 백중길
- 세트협력 : 아산건설
- 필름 : 홍성곤
- 스퀴즈 옵티칼 : 이메지카
- 스퀴즈 코디네이터 : 조명배
- 자막 : 주광동
- 세트장 : 한화성, 영화진흥위원회, 서울종합촬영소, 김세창, 아트서비스
- 캐스팅지원 : 양창용, 조성기, 민양기
- 보조출연 : 서울 나눔기획, 장현진, 배현호, 강유근
- 부산촬영지원 : 부산영상위원회, 신용남, 장덕진
- 인보험 : 안용진
- 총기수입처 : PROPS Co., LTD
- 총기수입대행 : 장군총포무역상사 (이승형 과장)
- 매니저 : 박신, 이용혁, 박신, 신성호, 김영일, 김석준
- 실미도 수송 : 이동일 선장
- 한맥영화 기획실장 : 박종근
- 한맥영화 기획실 : 김태형
- 광고디자인 : JA夢

## 수상 경력
- 2004년 제12회 춘사영화대상 심사위원특별상 (강우석)
- 2004년 제27회 황금촬영상 촬영상 동상
- 2004년 제41회 대종상 영화제
  - 각색상
  - 기획상
  - 남우조연상 (허준호)
  - 심사위원 특별상
- 2004년 제40회 백상예술대상 영화부분 대상 (강우석)
- 2004년 제25회 청룡영화상
  - 감독상 (강우석)
  - 남우조연상 (정재영)
  - 최우수 작품상

## 영화에 대한 논란
- 영화에서는 실미도 특수부대원들이 살인과 같은 흉악한 범죄를 저지른 사형수들에서 뽑힌 것으로 묘사하고 있으나 이것은 사실이 아니다. 실미도 훈련병들의 유족에 따르면, 이들은 높은 보수를 준다는 정보기관원들의 거짓 약속에 속았을 뿐, 평범한 시민들도 실미도 부대에 포함되어 있다고 주장한다. 실제로 훈련병 8명의 유족 47명이 강우석 감독과 제작사를 상대로 사자(死者) 명예훼손 및 허위 사실 적시 명예훼손 혐의로 서울중앙지검에 고소하기도 했다.[1] 실제로 실미도 부대원들 중에는 단순히 서커스 단원에 불과한 사람도 있었고 일용직 노동자도 다수 포함되어 있었다. 한편, 재판부에서는 1심은 물론 항소심에서도 명예훼손이 아니라는 무죄 판결을 내렸다.[2]
- 학도의용군동지회 이용수 회장은 영화에 《적기가》가 4차례나 등장한다면서 이것이 "실미도 부대원들에게 살해 명령을 내린 대한민국 정부를 부정하고 반국가단체의 활동을 찬양, 고무하기 위한 의도"라고 주장하며 강우석 감독이 국가보안법을 위반했다고 고소하기도 했다. 결국 지상파 TV방송에 나올 때에는 해당 부분이 묵음처리되어 방송되었다.
- 배우 허준호가 맡은 조중사 역의 실제 모델 소대장 김방일은 영화 실미도가 원작인 백동호의 소설 속 허구를 배제하고 사실적으로 그렸다고 평했다.[3]
- 본 작품의 TV 방영권이 MBC 편성본부에 팔리자 마자, 설날특선영화로 2005년 2월 10일에 방영되어, 전국 지역 단위별 문화방송 계열 네트워크를 통해서 전국적으로 일제히 방송되어, 2004년 하반기에 방영한 KBS 2TV 월화 드라마인 '미안하다, 사랑한다'를 제치고, 30%의 압도적인 시청률을 기록하는 기염을 토한 설 특집 프로그램 중 역대 최대 기록이다(수도권, 부산·울산·경남권, 대구·경북권 기준).

## 같이 보기
- 실미도 사건
- 북파공작원
- 대한민국 영화 흥행 기록